# El-Mursi Abul Abbas-moskén

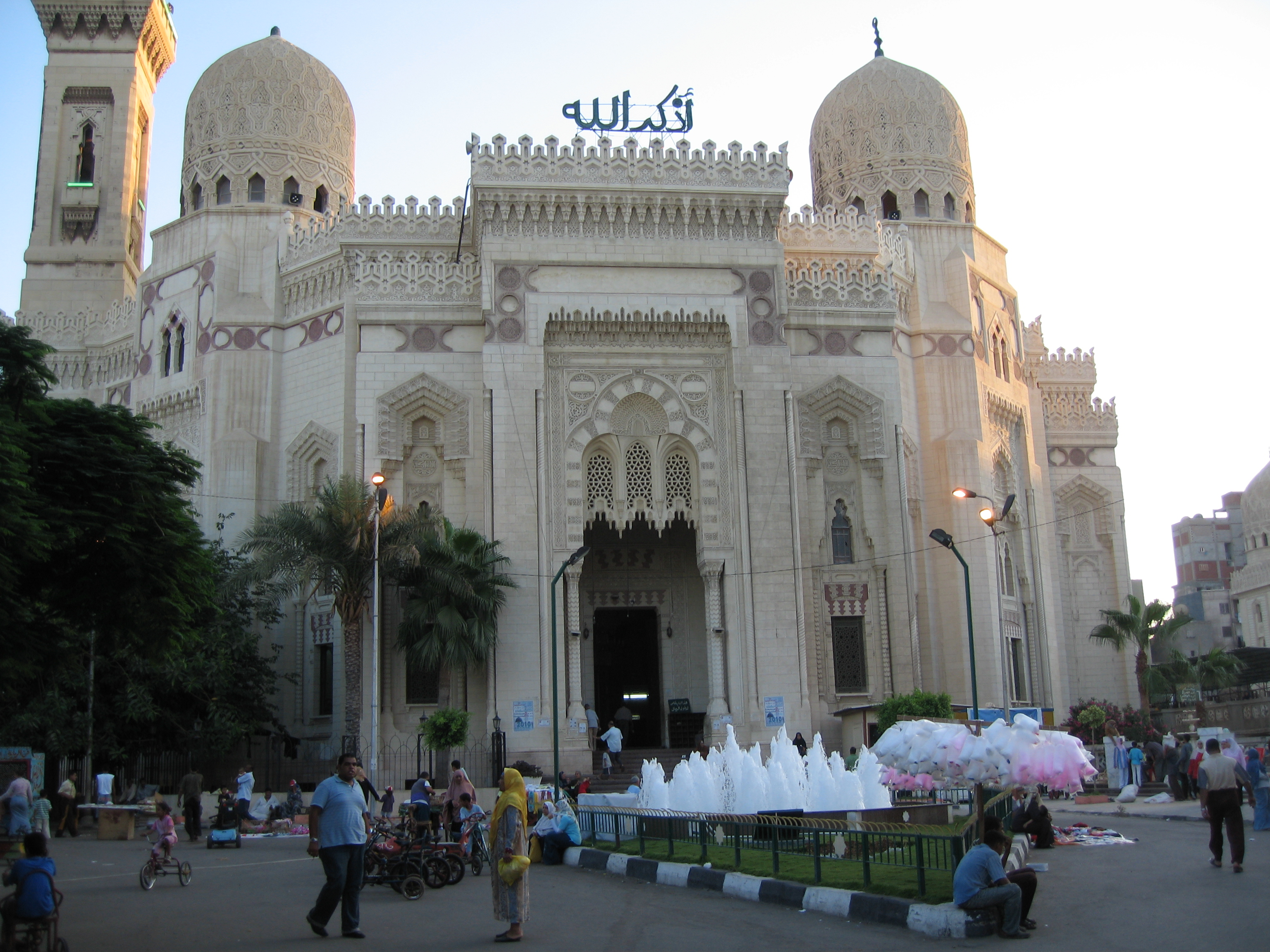
Masjid Abu el-Abbas el-Mursi

El-Mursi Abul Abbas-moskén (arabiska: جامع المرسي أبو العباس, Masjid Abu'l Abbas al-Mursi) är en berömd moské i Alexandria, Egypten, tillägnad sufi-helgonet el-Mursi Abul Abbas.
Den är belägen i Anfoushi-området i Alexandria, nära citadellet i Qaitbay.